# K-159
El K-159 fue un submarino de propulsión nuclear del Proyecto 627A "Kit" (en ruso: проект-627A кит, nombre de informe de la OTAN: clase November) que sirvió en la Flota del Norte de la Armada Soviética de 1963 a 1989. Su quilla se colocó el 15 de agosto de 1962 en el Astillero N.º 402 de Severodvinsk "Sevmash". Fue botado el 6 de junio de 1963 y puesto en servicio el 9 de octubre de 1963.
Fue dado de baja en 1989, se quedó en un estado de abandono durante 14 años hasta que en 2003 se decidió remolcarlo para su desguace, sin embargo se hundió durante el camino al desguace.

## Accidente por descarga radiactiva
El 2 de marzo de 1965, el K-159 sufrió un accidente que involucró descargas radiactivas en sus generadores de vapor, casi con certeza fugas de refrigerante primario de los tubos al cofre de vapor y de allí a las turbinas, contaminando toda su planta de propulsión. De ser así, los tubos con fugas se taponaron, porque continuó operando durante otros dos años antes de ingresar al astillero desde 1967 hasta 1968 para una revisión y reemplazo de sus generadores de vapor. Regresó al astillero desde 1970 hasta 1972 para más reparaciones y reabastecimiento de combustible, y luego nuevamente desde 1979 hasta 1980 para aún más reparaciones.

## Desmantelamiento y vida posterior al servicio
El K-159 fue dado de baja el 30 de mayo de 1989 y guardado en Gremikha; sus reactores probablemente no estaban vacíos. Permaneció en reposo con poco o ningún mantenimiento durante 14 años. Su casco exterior se oxidó hasta que en muchos lugares tenía "la fuerza del papel de aluminio".
El mal estado de la flota rusa de submarinos nucleares fuera de servicio preocupó a las naciones bálticas y escandinavas cercanas y, a mediados de 2003, cinco países hicieron una donación combinada de más de 200 millones de dólares estadounidenses para apoyar el desmantelamiento y la eliminación de los cascos. Anticipándose a recibir esos fondos, el almirante Gennady Suchkov, comandante de la Flota del Norte, decidió remolcar los 16 submarinos detenidos desde Gremikha hasta los astilleros donde serían desmantelados. El K-159 fue el decimotercer casco en ser remolcado.
Debido a que el casco del K-159 estaba oxidado en tantos lugares, se mantuvo a flote soldando por puntos grandes tanques vacíos a sus costados como pontones. Sin embargo, esos tanques se fabricaron en la década de 1940, no eran herméticos y no estaban mejor mantenidos que el casco del submarino.

## Hundimiento
El 28 de agosto de 2003, el K-159 y sus pontones fueron tripulados por diez marineros rusos y remolcados a Polyarny. Esa tripulación mantuvo los pontones presurizados y el casco del submarino bombeado, pero durante las primeras horas de la mañana del 30 de agosto se encontraron con una borrasca que arrancó uno de los pontones. K-159 no se hundió de inmediato, pero estaba claramente en peligro. La Flota del Norte fue notificada a la 01:20 y el almirante Suchkov llegó al cuartel general 20 minutos después. A las 03:00, los restos del naufragio se habían hundido en el mar de Barents, a 200 metros de profundidad, con nueve tripulantes y probablemente 800 kilogramos de combustible nuclear gastado que contenía unos 5,3 gigabecquerelios de radioisótopos.
La oficina del Fiscal General Militar presentó cargos contra el capitán de segunda clase Sergei Zhemchuzhnov, que estaba supervisando la operación de remolque. El presidente de Rusia, Vladímir Putin, retiró a Suchkov del servicio por recomendación del Jefe de Estado Mayor de la Marina, Vladimir Kuroyedov. Putin nombró al vicealmirante Sergey Simonenko Comandante interino de la Flota del Norte. Antes de eso, dirigió el cuartel general de la Flota del Norte.
El gobierno ruso consideró planes para levantar los restos del K-159. El almirante Kuroyedov creía que "no deberíamos dejar objetos nucleares tirados en el fondo del mar". Los planes iniciales eran hacerlo en agosto o septiembre de 2004, pero se pospusieron. En 2007, el Ministerio de Defensa británico inició los preparativos para una operación de salvamento. Como parte de ese plan de recuperación, se contrató a la empresa escocesa Adus para evaluar los restos del naufragio. El 1 de abril de 2010 se publicó una imagen generada por sonar de alta resolución del K-159.
En marzo de 2020, el presidente ruso Vladímir Putin emitió un borrador de decreto para una iniciativa para levantar el K-159 y el K-27 y cuatro compartimentos del reactor del Mar de Barents. Es probable que sea necesario construir un buque de salvamento especial que aumente el costo de recuperación estimado de 330 millones de dólares estadounidenses.